# おしょろ丸 (4代)
おしょろ丸は、北海道大学水産学部が保有していた練習船。本項目では1983年に竣工した4代目を取り扱う。

## 概要
おしょろ丸 (3代)の代船として、水産学部の学生を対象とした航海・運用・漁業・海洋学・生物学の実習、および海洋観測、漁場・生物資源調査を行うため、三井造船玉野事業所で建造され、1983年12月23日に竣工した。
2008年には内閣府からの協力要請を受け、8月18日から8月24日まで北方領土墓参航海を行った。18日に函館港を出港、20日に墓参団（元島民など30名、同行者11名、大学事務スタッフ4名）を花咲港で乗船させた後、歯舞群島へ向かった。悪天候が懸念されたが、天候の回復により水晶島の秋味場墓地、秋勇留島のオタモイ墓地、勇留島のトコマ墓地の3箇所に上陸、北海道庁主催による慰霊祭が開催された。22日に花咲港に入港して墓参団が下船、本船は24日に函館港に帰港した。
北海道大学の練習船が北方領土墓参航海に協力するのは、1994年の北星丸以来、15年ぶりであった。その後、本船は2010年まで3年連続で北方領土墓参航海を行った。
2014年7月、おしょろ丸 (5代)の就航により引退、その後、海洋エンジニアリングに売却され、第一開洋丸となり改修を受けた後、2015年4月から海洋調査船として就航している。

## 設計
船首桜および長船尾楼を有する一層甲板船で、船首桜と船橋の間はウェル甲板となっている。船体設計に当たっては、実習・観測・調査を行うため十分な復原性を有するよう考慮されており、北洋の航行を想定してNK船級のC Class耐氷構造を取得している。機関部はNKの認定は受けないものの機関区域無人化船（M0船）相当とされており、必要とされる監視装置等を設置、機関制御室からの集中監視が可能な仕様となっている。
漁労設備として、船尾トロール設備（底曳、中層曳）、マグロ延縄漁、サケ・マス流し網漁、イカ釣り漁の設備を装備、魚群探知機、ドップラー式水中流速計、漁網監視装置を搭載する。
観測設備として、採水ウィンチ、CTDウィンチ、プランクトンマグネット、水中テレビなどを装備するほか、ドライラボ（計算機室）、セミドライラボ（化学・海水分析）、ウェット（生物採取・分析）の3つの研究室を有する。
減揺装置として、固定周期型の減揺タンクを有していたが、フィンスタビライザは無かった。船首に漁労用のウェル甲板があるために乾舷が低いので復元性は厳しくなりやすい船形であったが、耐航性は良いと評価されていた。上部構造物は軽量化の為にアルミニウムの使用が一般的であるが、本船は冬季に着氷した氷をハンマーで除去するため鋼鉄を使用しており、復元性を厳しくする要件であった。

## エピソード
- アルゴ計画に参画した[11]。
- 海洋調査はベーリング海[12]やオホーツク海[13]の調査を行った。
- 史上初めてウナギの卵を自然界で発見した2009年の官学共同による調査に参加した[14]。
- 2008年に北太平洋海洋科学機構の海洋モニタリング賞を受賞した[15]。日本初の受賞であった[15]。
- 東日本大震災により実習船が被災して実習ができなかった岩手県立宮古水産高等学校に乗船実習を提供した[16]。

## 画像

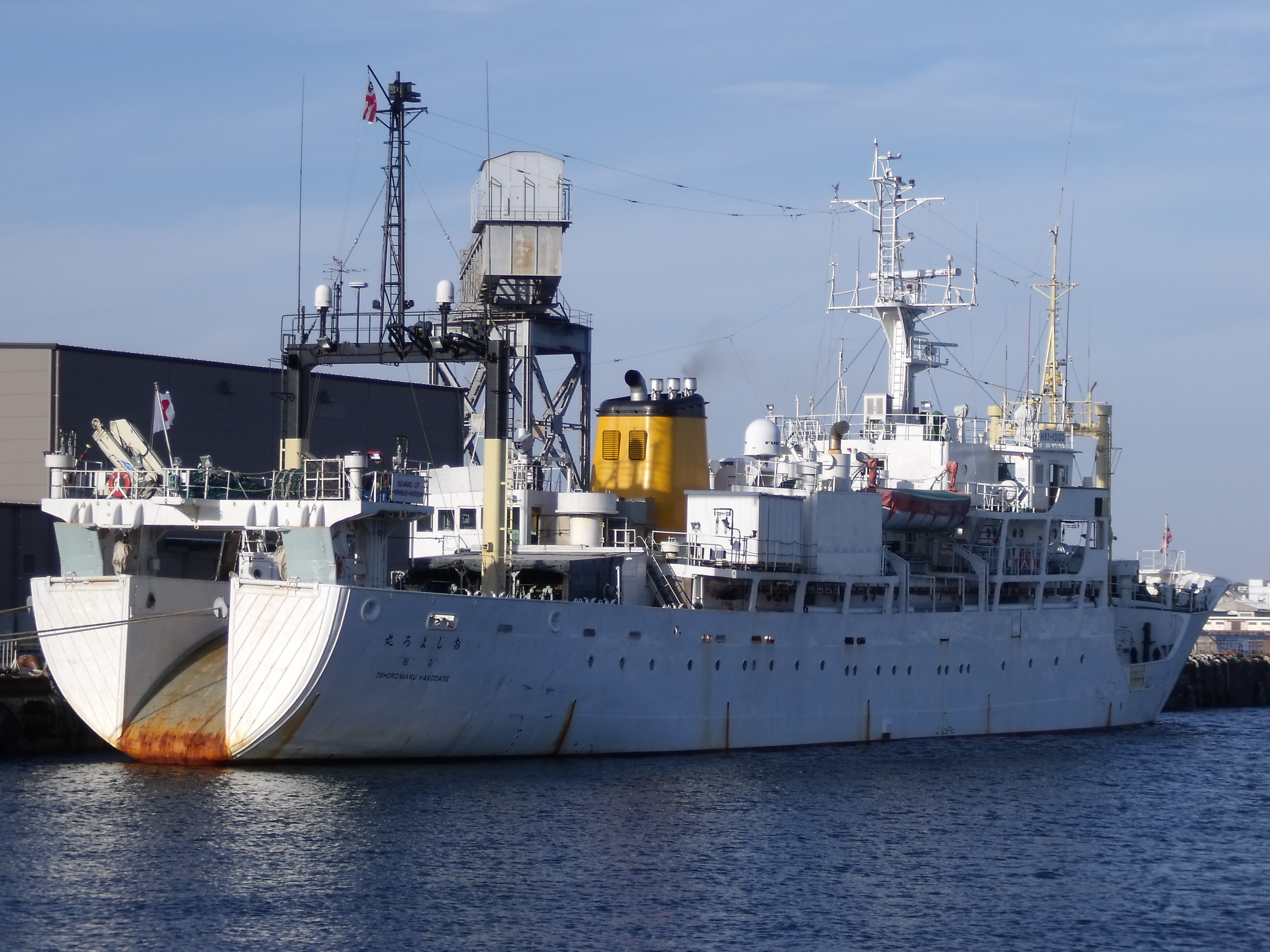
北海道大学水産学部の練習船兼海洋調査船おしょろ丸（4代目）、横浜港の新港ふ頭にて
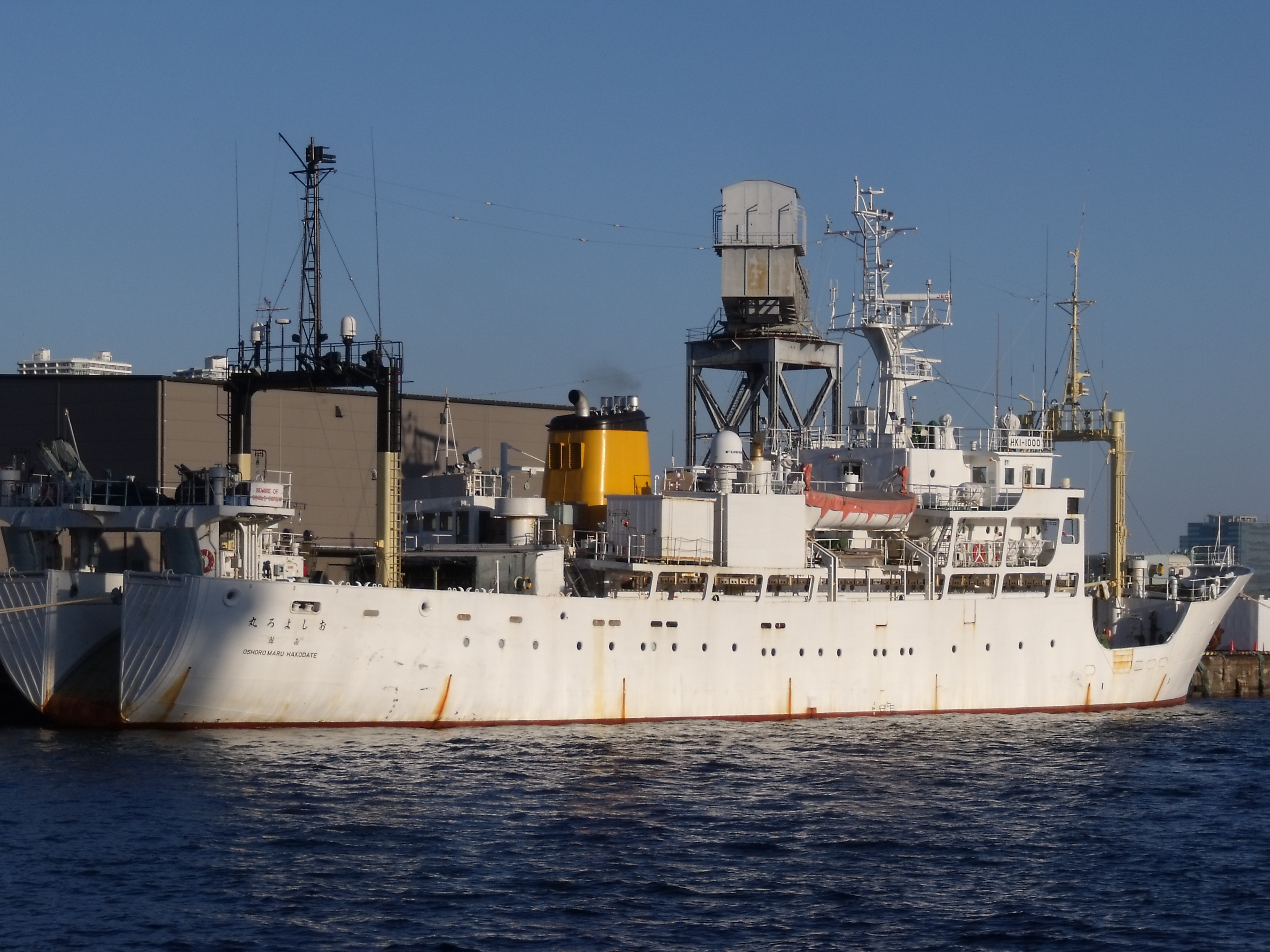
北海道大学水産学部の練習船兼海洋調査船おしょろ丸（4代目）、横から
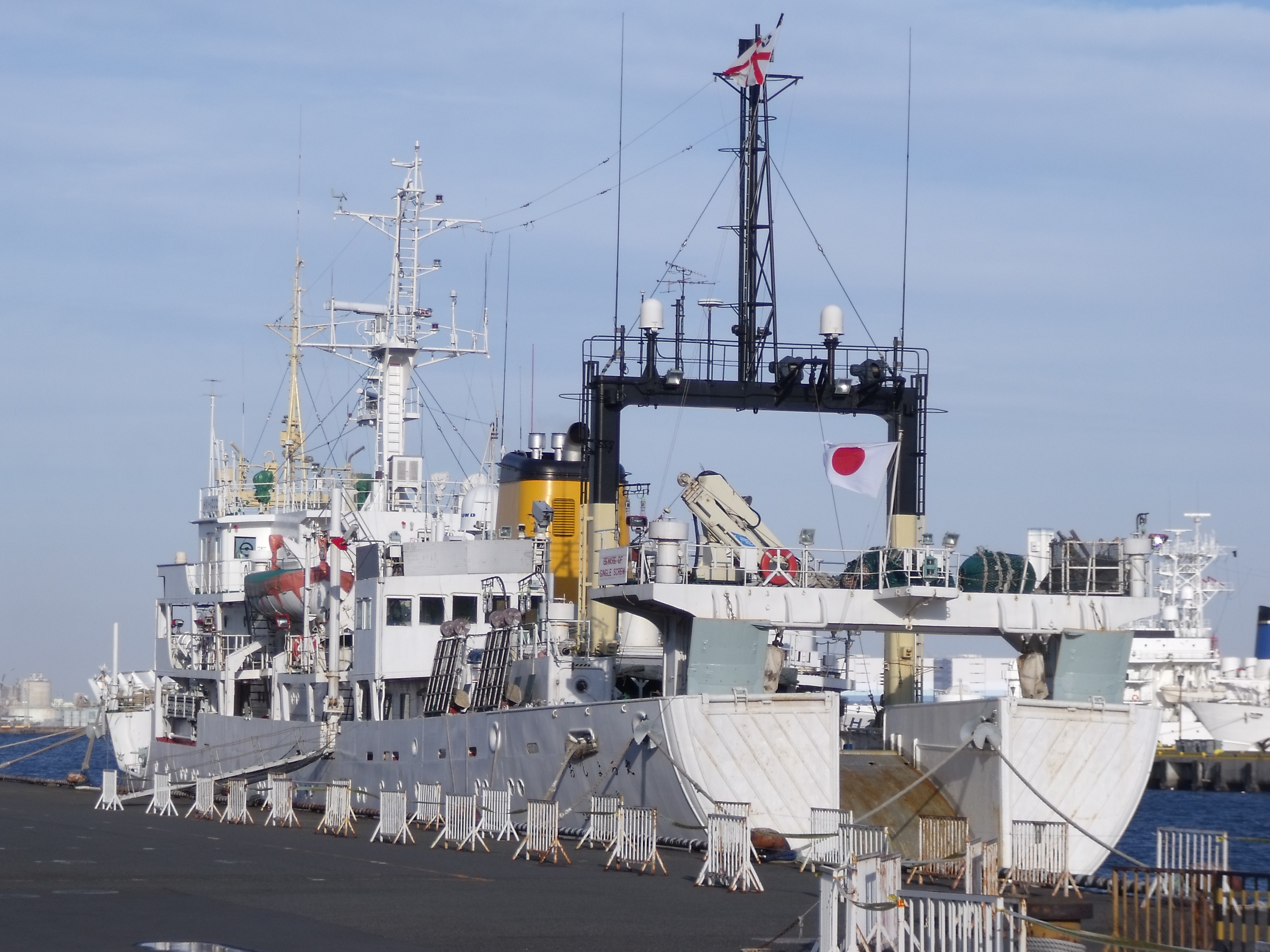
北海道大学水産学部の練習船兼海洋調査船おしょろ丸（4代目）、後方から